# Mia (Kurzfilm)
Mia ist ein Kurzspielfilm von Tom Sielemann. 
Der Film wurde 2018 gedreht und ist die Vordiplomsarbeit von Regisseur Tom Sielemann an der Ruhrakademie in Schwerte.

## Handlung
Der Film Mia handelt von dem Geschwisterpaar Mia und Ben, das seine Mutter durch einen Verkehrsunfall verloren hat. Sie werden deshalb nach dem Unfall in eine Psychiatrische Klinik gebracht. Die titelgebende Mia blickt eher hoffnungsvoll in die Zukunft. Ihr Bruder Ben hadert noch mit der Vergangenheit und kann mit dieser nicht abschließen.

## Produktion
Die Dreharbeiten fanden 2018 im ehemaligen Elseyer Krankenhaus und aktuellem „Zentrum für Seelische Gesundheit“ statt. Fachlich beratend stand Bodo Lieb, der ärztliche Leiter des Zentrums, den Filmemachern zur Verfügung, und das medizinische Personal half als Komparsen aus. Der Film wurde an sechs Tagen im Elseyer Krankenhaus sowie in Hagen und Witten gedreht.

## Teilnahme an Filmfestivals (Auswahl)

### 2018
- Los Angeles Film Awards
- Rome Independent Prisma Awards
- Dumbo Filmfestival
- Camgaroo Award

### 2019
- Independent Days[4]
- Bundesfestival junger Film

## Auszeichnungen (Auswahl)
- 2018: Los Angeles Film Awards: Best Picture und Best Drama[5] und persönliche Auszeichnungen für Saskia Caroline Keilbach, Tom Hoßbach, und Christoph Nitz als beste Darsteller
- 2018: Rome Independent Prisma Awards: Auszeichnungen für Saskia Caroline Keilbach und Christoph Nitz als beste Darsteller
- 2018: Camgaroo Award als Best Short / Emotion
- 2018: Gewinner des Preises Hagener Filmfenster beim Eat My Shorts – Hagener Kurzfilmfestival
- 2019: Independent Days:  Finalist des Publikumswettbewerbs der Independent Days[6][7]